# 8065 Nakhodkin
8065 Nakhodkin eller 1979 FD3 är en asteroid i huvudbältet som upptäcktes den 31 mars 1979 av den rysk-sovjetiske astronomen Nikolaj Tjernych vid Krims astrofysiska observatorium på Krim. Den har fått sitt namn efter Nikolaj G. Nakhodkin.
Asteroiden har en diameter på ungefär 3 kilometer.